# Janica Kostelić
Janica Kostelić (pronunciació en croat: ˈjanitsa ˈkɔstɛlitɕ) (Zagreb, RFS Iugoslàvia 1982) és una esquiadora alpina croata, ja retirada, que destacà a la dècada del 2000.

## Biografia
Va néixer el 5 de gener de 1982 a la ciutat de Zagreb, que en aquells moments formava part de la República Federal Socialista de Iugoslàvia i que avui en dia és la capital de Croàcia. És germana del també esquiador alpí Ivica Kostelić.

## Carrera esportiva
Als setze anys va ser seleccionada per participar en els Jocs Olímpics d'Hivern de 1998 realitzats a Nagano (Japó), on participà en les cinc disciplines disputades i on el seu resultat més destacat fou el vuitè lloc en la combinada alpina. En els Jocs Olímpics d'Hivern de 2002 realitzats a Salt Lake City (Estats Units) guanyà quatre medalles olímpiques establint la proesa, encara no superada, de guanyar tres medalles d'or en les proves d'eslàlom gegant, eslàlom i combinada alpina, a més d'una medalla de plata en la prova de supergegant, les primeres medalles de Croàcia en uns Jocs Olímpics d'Hivern. En els Jocs Olímpics d'Hivern de 2006 realitzats a Torí (Itàlia) aconseguí guanyar la medalla d'or en la prova de combinada i la medalla de plata en super gegant, a més de finalitzar quarta en la prova d'eslàlom.
Al llarg de la seva carrera aconseguí guanyar cinc medalles en el Campionat del Món d'esquí alpí, totes elles d'or: eslàlom (2003 i 2005), combinada (2003 i 2005) i descens (2005).
L'any 2006 fou guardonada amb el Premis Laureus World Sports a la millors esportista de l'any. A finals del 2006 patí un accident d'esquí, retirant-se la següent temporada.

### Victòries a la Copa del Món
| Temporada | Disciplina |
| --------- | ---------- |
| 2001      | General    |
| 2001      | Eslàlom    |
| 2001      | Combinada  |
| 2003      | General    |
| 2003      | Eslàlom    |
| 2003      | Combinada  |
| 2005      | Combinada  |
| 2006      | General    |
| 2006      | Eslàlom    |
| 2006      | Combinada  |

| Data                   | Seu                | Prova          |
| ---------------------- | ------------------ | -------------- |
| 17 de gener de 1999    | St. Anton          | combinada      |
| 5 de desembre de 1999  | Serre-Chevalier    | eslàlom        |
| 12 de novembre de 1999 | Sestriere          | eslàlom        |
| 18 de novembre de 2000 | Park City          | eslàlom        |
| 26 de novembre de 2000 | Aspen              | eslàlom        |
| 10 de desembre de 2000 | Sestriere          | eslàlom        |
| 20 de desembre de 2000 | Sestriere          | eslàlom        |
| 29 de desembre de 2000 | Semmering          | eslàlom        |
| 14 de gener de 2001    | Flachau            | eslàlom        |
| 14 de gener de 2001    | Flachau            | combinada      |
| 26 de gener de 2001    | Ofterschwang       | eslàlom        |
| 18 de febrer de 2001   | Garmisch           | eslàlom        |
| 10 de març de 2002     | Altenmarkt         | eslàlom        |
| 23 de novembre de 2002 | Park City          | eslàlom        |
| 22 de desembre de 2002 | Lenzerheide        | eslàlom        |
| 22 de desembre de 2002 | Lenzerheide        | combinada      |
| 29 de desembre de 2002 | Semmering          | eslàlom        |
| 5 de gener de 2003     | Bormio             | eslàlom        |
| 13 de març de 2003     | Åre                | eslàlom        |
| 27 de novembre de 2004 | Aspen              | eslàlom        |
| 27 de febrer de 2005   | San Sicario        | combinada      |
| 21 de desembre de 2005 | Špindlerův Mlýn    | eslàlom gegant |
| 14 de gener de 2006    | Bad Kleinkirchheim | descens        |
| 15 de gener de 2006    | Bad Kleinkirchheim | super gegant   |
| 22 de gener de 2006    | Saint Moritz       | combinada      |
| 5 de febrer de 2006    | Ofterschwang       | eslàlom        |
| 4 de març de 2006      | Hafjell            | combinada      |
| 10 de març de 2006     | Levi               | eslàlom        |
| 17 de març de 2006     | Åre                | eslàlom        |
| 18 de març de 2006     | Åre                | eslàlom gegant |